# Esther Oyema
Esther Oyema (nacida el 20 de abril de 1982) es una levantadora de potencia nigeriana, que compitió en la prueba femenina de 61 kg en los Juegos de la Mancomunidad de 2014, donde ganó una medalla de oro y estableció un nuevo récord mundial al levantar 122,4 kg en la categoría de peso pesado. En 2015 ganó una medalla de oro en los Juegos Panafricanos al levantar 133 kg y superar su anterior récord de 126 kg. En el mismo año viajó hasta Almatý, Kazajistán, donde ganó otra medalla de oro en el Campeonato Abierto Asiático de Levantamiento de Pesas, levantando 79 kg. Durante los Juegos Paralímpicos de Río de Janeiro 2016 ganó una medalla de plata al vencer a su homóloga mexicana Amalia Pérez en el levantamiento de 55 kg. Ganó la medalla de oro y creó un nuevo récord mundial de 131 kg en la categoría de peso ligero de Levantamiento de Pesas en los Juegos de la Mancmunidad de Gold Cost 2018.
El 21 de mayo de 2020, el Comité Paralímpico Internacional (IPC) le prohibió durante cuatro años después de fallar un examen de dopaje. Compitió en la competición paralímpica internacional de 2019 celebrada en el Hotel Oriental, Isla Victoria, Lagos, donde ganó la medalla de oro. Su muestra de orina fue recolectada por el IPC durante la competencia y se dice que dio positivo a 19-norandrosterona.